# Theilingen
Theilingen, im Volksmund Theilig, ist ein Weiler der Gemeinde Weisslingen im Schweizer Kanton Zürich.

## Einwohner
Ein Auszug aus der Einwohnerzahl 1467 zeigt folgendes für Theilingen: Total 27 erwerbstätige Einwohner plus zusätzlich eine Magd und ein Knecht. Damals wurde Theilingen als Teilang erwähnt.

## Geschichte
Theilingen ward erstmals 745 n. Chr. als Tekilinwanc erwähnt. Tekilinwanc bedeutet auf Deutsch "Der Westhang des Tekilin". Um 1331 n. Chr. ward es zu Teilnang, bis es 1836 zu Theilingen wird.
Landbert, der Sohn des Landolt und der Beata, schenkt dem Kloster St. Gallen gegen die Gewährung lebenslänglichen Unterhaltes durch dieses seine Güter in Illnau, Effretikon, Mesikon, Brünggen, Madetswil, Weisslingen, Theilingen, Hinwil, Dürnten, Uznach, Bäretswil, Lützelsee und Lützelnau mit allem, was dazu gehört. Die Besitzungen sind teils von seinen Eltern ererbt, teils von Landbert erworben.
Theilingen hatte bis ins 19. Jahrhundert eine eigene Kapelle.

### Römische Siedlungsreste
Es existieren nachweislich (Bodenuntersuchungen) römische Siedlungsreste im landwirtschaftlichen Acker ausgangs Dorf Richtung Rümlang/Russikon auf der linken Seite Richtung Wald. Gemeint ist der Acker "Spitzler" und "Hagenacher". Es sind im Urbar von Einsiedeln 1331 zwei Höfe in Theilingen erwähnt. Es ist davon auszugehen, dass diese beiden Höfe auf dem Boden und den Grundmauern der römischen Gutshöfe erbaut wurden.

### Wirtschaft, Schule
In der Ortschaft befinden sich ein Restaurant, eine Zimmerei, ein Blumenladen, ein Katzenhotel und ein Heizungsinstallationsbetrieb. Theilingen hat einen Kindergarten. Früher gab es auch eine Schule, heute gehen die Theilinger Schüler in das ca. 1 km entfernte Weisslingen zur Schule.
Die Theilinger Kinder gingen zur Schule: 1772 zu Heinrich Winkler, 1787 zu J. Keller, 1788 zu Ulrich Winkler, 1812 bis 1829 zu Jakob Baumann, 1829 bis 1875 zu Johann Baumann, 1875 bis 1880 zu Johann Schälchi, 1880 bis 1881 zu Kaspar Libs, 1881 bis 1884 zu Heinrich Bösch etc. 1955 bis 1977 diente das Schulhaus als Kindergarten. Auch heute noch wird das alte Schulhaus wieder als Kindergarten genutzt. Allerdings ist seine Zukunft unsicher. Die erste Erwähnung eines Schulmeisters in Theilingen stammt aus dem Jahre 1576 in einer noch heute erhaltenen Kirchengutsrechnung. Der Lehrer erhielt als Jahresbesoldung 13 Pfund Geld und 1 Mütt Kernen. Im Bevölkerungsverzeichnis von 1646 steht ein Schulmeister H. Jakob Fyrenhoffer verzeichnet.

### Die alte Mühle – Eduard Bachofner-Haus (Müli)
Die Bachofner gehören zu den ältesten Geschlechtern in Theilingen. Sind sie noch nicht im ältesten Familienverzeichnis von 1476 vertreten, so tauchen sie doch 1523 im Erblehenvertrag des Spitals als Anstösser an die Güter des Spitals auf. Im Verzeichnis der Gebäudeversicherung dieses Hauses werden sie 1813 gleich zu Beginn der Buchführung als Eigentümer eines Hausteils von vieren aufgeführt. Von 1857 bis 1933 sind keine Personen dieses Namens mehr Hausbesitzer. Mit Karl und Berta Bachofner-Frei kommen 1933 wieder Vertreter dieses Geschlechts ins Haus.
In den Nachforschungen des Historischen Vereins Weisslingen fiel der Name Müli zuerst als Flurname, bzw. Quartiername auf. Auf dem Flurnamenplan von 1956 eines Prof. Boesch bezeichnet er ein Quartier von obigem Haus aus, dem Rennweg entlang spitalseits bis zum Haus Anderegg. Nach Meinung des HVW existierte die Mühle vermutlich vor 1813, denn sonst wäre sie sicher bei der Gebäudeversicherung erwähnt worden. Weitere Recherchen könnten in den alten Notariatsprotokollen vielleicht erfolgreich werden, sind diese doch in diesem Gebiet bis 1624 erhalten geblieben.

### Das Spital Theilingen
Dieses grosse, sechsteilige Bauernhaus hiess seit jeher Spital. Noch Alt-Gemeindeammann Jakob Stahel-Denzler, der 1930 eine handgeschriebene Chronik der Gemeinde verfasste, wusste nichts von der Bedeutung des Namens Spital. Der Historische Verein Weisslingen hat in einigen Anläufen in den Archiven des "Spital Ambtes" (1635) recherchiert. Im Spitalurbar von 1541 fanden sich sogar Hinweise auf vier "Briefe und Verzeichnisse" über diesen Bauernhof, die auf die Jahre 1361–1385 zurückgehen. Leider sind diese unauffindbar. In einem Erblehensbrief von 1523 (Titel: Des Spyttals hoff zu Theiling 1523) sind auf neun Seiten alle Parzellen mit den Anstössern aufgeführt. Diese Seiten zählen auch die Vertragspartner auf und erwähnt dabei, dass Bartlimess und Matheus Scheidbach, sowie Josen und Felixen Walther "denzemal den hoff waren büwen". Es ist also bewiesen, dass das noch heute erhaltene "Spital" mit dem 1523 erwähnten Bau übereinstimmt. Der Spital Theilingen war also nie ein Spital in heutigem Sinne, sondern ein Bauernhof.

## Sonstiges

Luftbild aus 200 m von Walter Mittelholzer (1923)

Bis vor etwa 10–15 Jahren hatte Theilingen eine eigene Postleitzahl (8485). Heute hat Theilingen zusammen mit Weisslingen und den anderen Weisslinger Aussenwachten die Postleitzahl 8484.